# Pedro Álvares Cabral
Pedro Álvares Cabral (/ˈpeðɾu ˈaɫvɐɾɨʃ kɐˈβɾaɫ/ în portugheza europeană sau [ˈpedɾu ˈawvaɾiʃ kaˈbɾaw] în portugheza braziliană; c. 1467 sau 1468 – c. 1520) a fost un nobil, comandant militar, navigator și explorator portughez. Cabral a efectuat prima explorare substanțială a coastei nord-estice a Americii de Sud și a revendicat-o în numele Portugaliei. Deși detaliile tinereții lui Cabral sunt neclare, se știe că provine dintr-o familie de mici nobili și că a avut parte de o educație aleasă. În urma noii rute deschise de Vasco da Gama, a fost numit în fruntea unei expediții în 1500, în jurul Africii. Scopul acestei întreprinderi a fost revenirea cu mirodenii de valoare și stabilirea de relații comerciale în India—ocolind monopolul asupra comerțului de mirodenii deținut la acea vreme de negustorii arabi, turci și italieni.
Flota lui de 13 vase a navigat, poate intenționat, departe înspre vestul Atlanticului, unde a debarcat pe ceea ce credea inițial că este o insulă mare. Întrucât noul pământ se afla în sfera de influență portugheză conform tratatului de la Tordesillas, Cabral l-a revendicat în numele coroanei Portugaliei. El a explorat coasta, și și-a dat seama că această mare bucată de pământ era cel mai probabil un continent, și a trimis un vas înapoi pentru a-l anunța pe regele Manuel I despre noul teritoriu. Continentul era America de Sud, iar pământul revendicat de el în numele Portugaliei a căpătat apoi numele de Brazilia. Flota s-a reaprovizionat, după care s-a îndreptat spre est pentru a relua călătoria înspre India.
O furtună în Atlanticul de Sud a dus la pierderea mai multor vase, iar cele șase rămase s-au întâlnit în strâmtoarea Mozambic înainte de a se îndrepta spre Calicut în India. Cabral a avut la început succes în negocierea drepturilor comerciale, dar negustorii arabi au considerat că demersul Portugaliei este o amenințare la adresa monopolului lor și au instigat un atac al musulmanilor și hindușilor asupra antrepozitelor portugheze. Portughezii au suferit mari pierderi și clădirile lor au fost distruse. Cabral s-a răzbunat jefuind și incendiind flota arabă, după care, deoarece conducătorul local nu i-a prezentat explicații pentru aceste fapte, a bombardat orașul. De la Calicut, expediția s-a deplasat la Kochi, un alt oraș-stat indian, unde Cabral s-a împrietenit cu conducătorul și și-a încărcat vasele cu mirodenii rare înainte de a se întoarce în Europa. În pofida pierderilor de vieți omenești și de vase, călătoria lui Cabral a fost considerată un succes la întoarcerea în Portugalia. Extraordinarele profituri obținute din vânzarea mirodeniilor au îmbogățit Coroana Portugheză și au ajutat la întemeierea unui Imperiu Portughez care avea să se întindă din Americi până în Orientul Îndepărtat.
Când s-a format apoi o nouă flotă pentru a stabili o prezență puternică în India, Cabral a fost trecut cu vederea, posibil din cauza unui conflict cu Manuel I. Ieșit din grațiile regelui, el a dus o viață retrasă, din care s-au păstrat puține informații. Realizările lui au intrat într-un con de umbră timp de peste 300 de ani. La mai multe decenii după ce Brazilia a obținut independența față de Portugalia în secolul al XIX-lea, reputația lui Cabral a început să fie reabilitată de împăratul Pedro al II-lea al Braziliei. Istoricii au polemizat multă vreme privind statutul lui Cabral ca descoperitor al Braziliei, și s-au întrebat dacă descoperirea a fost întâmplătoare sau intenționată. Primei întrebări i s-a răspuns observând că puținele întâlniri cu exploratorii dinaintea sa nici nu au fost observate la acea vreme și nu au adus nicio contribuție la viitoarea dezvoltare și istorie a țării ce avea să se numească Brazilia, singura țară lusofonă din Americi. La a doua întrebare, nu s-a format un consens final, iar ipoteza descoperirii intenționate nu are dovezi solide. Totuși, deși a fost umbrit de alți exploratori contemporani, Cabral a ajuns să fie privit ca o figură majoră a Epocii Marilor Descoperiri Geografice.

## Tinerețea

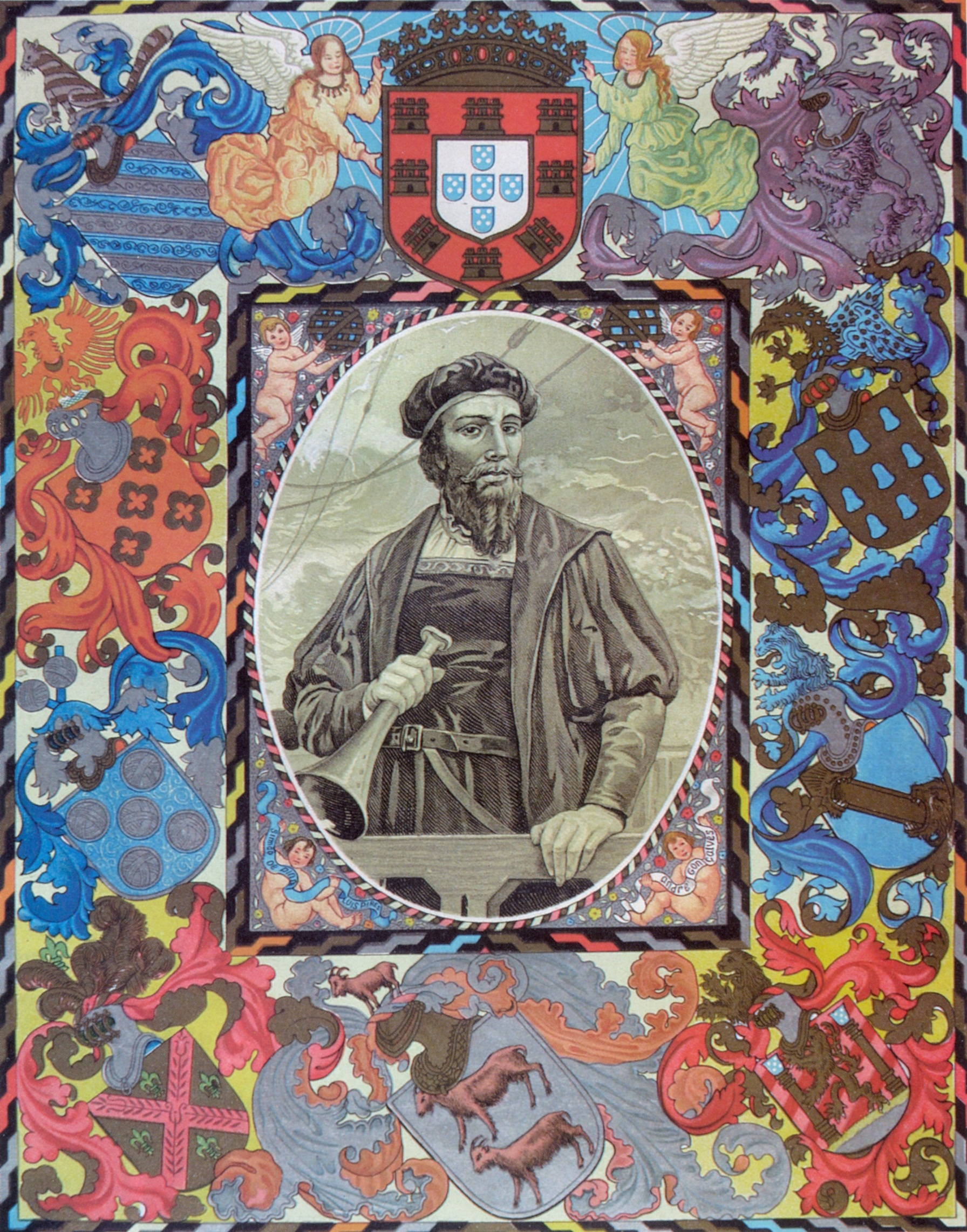
Miniatură ce-l ilustrează pe Cabral, peste care se află stema familiei

Puține lucruri se știu cu siguranță despre viață lui Pedro Álvares Cabral dinainte sau de după călătoria care a dus la descoperirea Braziliei. S-a născut în 1467 sau, mai probabil, în 1468 la Belmonte, la circa 30 km de orașul actual Covilhã din nordul Portugaliei. Tatăl său se numea Fernão Álvares Cabral, iar mama Isabel Gouveia—care aveau cinci băieți și șase fete. Cabral a fost botezat Pedro Álvares de Gouveia și doar mai târziu, probabil după moartea fratelui său mai mare în 1503, a început să folosească numele de familie al tatălui. Stema familiei sale a fost desenată cu două capre purpurii pe fond argintiu. Purpuriul reprezintă fidelitatea, iar caprele provin de la numele familiei (cabral înseamnă capre). Doar fratele său a avut însă dreptul de a folosi stema familiei.
Legendele familiei spuneau că Cabrais se trag de la Caranus, legendarul rege fondator al Macedoniei. Caranus ar fi fost, la rândul său, urmaș la a șaptea generație al semizeului Hercule. Lăsând legendele la o parte, istoricul James McClymont crede că o altă legendă de familie ar putea aduce indicii despre adevărata origine a familiei lui Cabral. Conform acestei tradiții, Cabraes provin dintr-un clan castilian pe nume Cabreiras care avea o stemă similară. Familia Cabral a ieșit în evidență în secolul al XIV-lea. Álvaro Gil Cabral (stră-străbunicul lui Cabral și comandant militar de frontieră) a fost unul dintre puținii nobili portughezi care au rămas loiali lui Dom João I, regele Portugaliei în timpul războiului contra regelui Castiliei. Ca răsplată, João I i-a dat lui Álvaro Gil fieful⁠(d) ereditar de Belmonte.
Crescut în rândul micii nobilimi, Cabral a fost trimis la curtea regelui Dom Afonso al V-lea în 1479 pe la vârsta de 12 ani. A fost învățat științe umaniste și a învățat să poarte arme și să lupte. Ar fi avut cam 17 ani la 30 iunie 1484, când a fost numit moço fidalgo (nobil paj; titlu minor acordat pe atunci tinerilor nobili) de regele João al II-lea. Informațiile despre faptele sale dinainte de 1500 sunt extrem de fragmentare, dar Cabral ar fi fost în campanie în Africa de Nord, ca și strămoșii săi și cum se practica de către tinerii nobili din vremea aceea. Regele Dom Manuel I, care urcase pe tron cu doi ani în urmă, i-a dat o rentă anuală de 30.000 reais la 12 aprilie 1497. A primit în același timp titlul de fidalgo (nobil) în sfatul regelui și a fost făcut cavaler al Ordinului lui Hristos. Nu există niciun portret contemporan, nici măcar o descriere fizică detaliată a lui Cabral. Se știa că este bine făcut și că era înalt, ca tatăl său care avea 1,9 m. Caracterul lui Cabral a fost descris ca fiind învățat, politicos, prudent, generos, tolerant cu dușmanii, modest, dar și vanitos și prea îngrijorat de ceea ce el considera că impun onoarea și poziția sa.

## Descoperirea Braziliei

### Comandant al flotei

Ruta lui Cabral din Portugalia în India în 1500 (roșu), și cea de întoarcere (albastru)

La 15 februarie 1500, Cabral a fost numit Capitão-mor (tradus prin căpitan-major, sau comandant) al unei flote ce trebuia să ajungă în India. Pe atunci Coroana Portugheză obișnuia să numească nobili în funcții de comandă militare sau navale, indiferent de experiența sau competența lor profesionale. Era cazul și căpitanilor vaselor de sub comanda lui Cabral—majoritatea erau nobili ca și el. Practica prezenta dezavantaje evidente, întrucât oameni incompetenți sau nepotriviți puteau ușor ajunge comandanți, cum s-a întâmplat cu Afonso de Albuquerque sau cu Dom João de Castro⁠(d).
Au supraviețuit doar vagi detalii despre criteriile după care guvernul portughez l-a selectat pe Cabral drept lider al expediției în India. În decretul regal prin care a fost numit comandant, singurele motive date sunt „meritele și serviciile”. Nu se știe mai mult despre aceste calificări. Istoricul William Greenlee a afirmat că regele Manuel I „îl știa bine, fără îndoială, de la curte”. Aceasta, pe lângă „poziția familiei Cabral, loialitatea incontestabilă față de Coroană, aspectul personal al lui Cabral, și abilitatea pe care a dovedit-o la curte și în consiliu erau factori importanți”. În favoarea sa a acționat și influența a doi dintre frații săi care erau în sfatul regelui. Dată fiind intriga politică prezentă la curte, Cabral ar fi putut face parte dintr-o facțiune care i-a promovat numirea. Istoricul Malyn Newitt subscrie la posibilitatea unor manevre de culise și a afirmat că alegerea lui Cabral „a fost o tentativă deliberată de a echilibra interesele facțiunilor rivale de familii nobiliare, căci nu pare a avea altă calitate care să-l recomande și nicio experiență cunoscută de conducere a unor expediții majore.”
Cabral a devenit liderul militar al expediției din care făceau parte și navigatori mult mai experimentați care să-l ajute în problemele de specialitate. Cei mai importanți dintre aceștia erau Bartolomeu Dias, Diogo Dias și Nicolau Coelho. Împreună cu ceilalți căpitani, ei comandau 13 nave și 1.500 de oameni. Din acest contingent, 700 erau soldați, deși majoritatea erau doar oameni de rând fără pregătire sau experiență de luptă.
Flota era împărțită în două. Prima parte era formată din nouă naus (carăci) și două caravele, și se îndrepta spre Calicut (oraș astăzi denumit Kozhikode) în India cu scopul de a stabili relații comerciale și o fabrică. A doua parte, formată dintr-o nau și o caravelă, au ridicat pânzele către portul Sofala⁠(d) din Mozambicul de astăzi. În schimbul conducerii flotei, lui Cabral i s-au dat 10.000 de cruzados (o veche monedă portugheză echivalentă cu circa 35 kg de aur) și dreptul de a achiziționa 30 t de piper pe cheltuiala lui pentru a o transporta înapoi în Europa. Piperul ar fi putut fi revândut, fără taxe, Coroanei Portugheze. I s-a permis și să importe 10 lăzi de orice fel de mirodenie, fără taxe. Deși călătoria era extrem de periculoasă, Cabral avea perspectiva de a se îmbogăți dacă se întorcea în Portugalia cu marfa. Mirodeniile erau pe atunci rare în Europa și mult căutate.

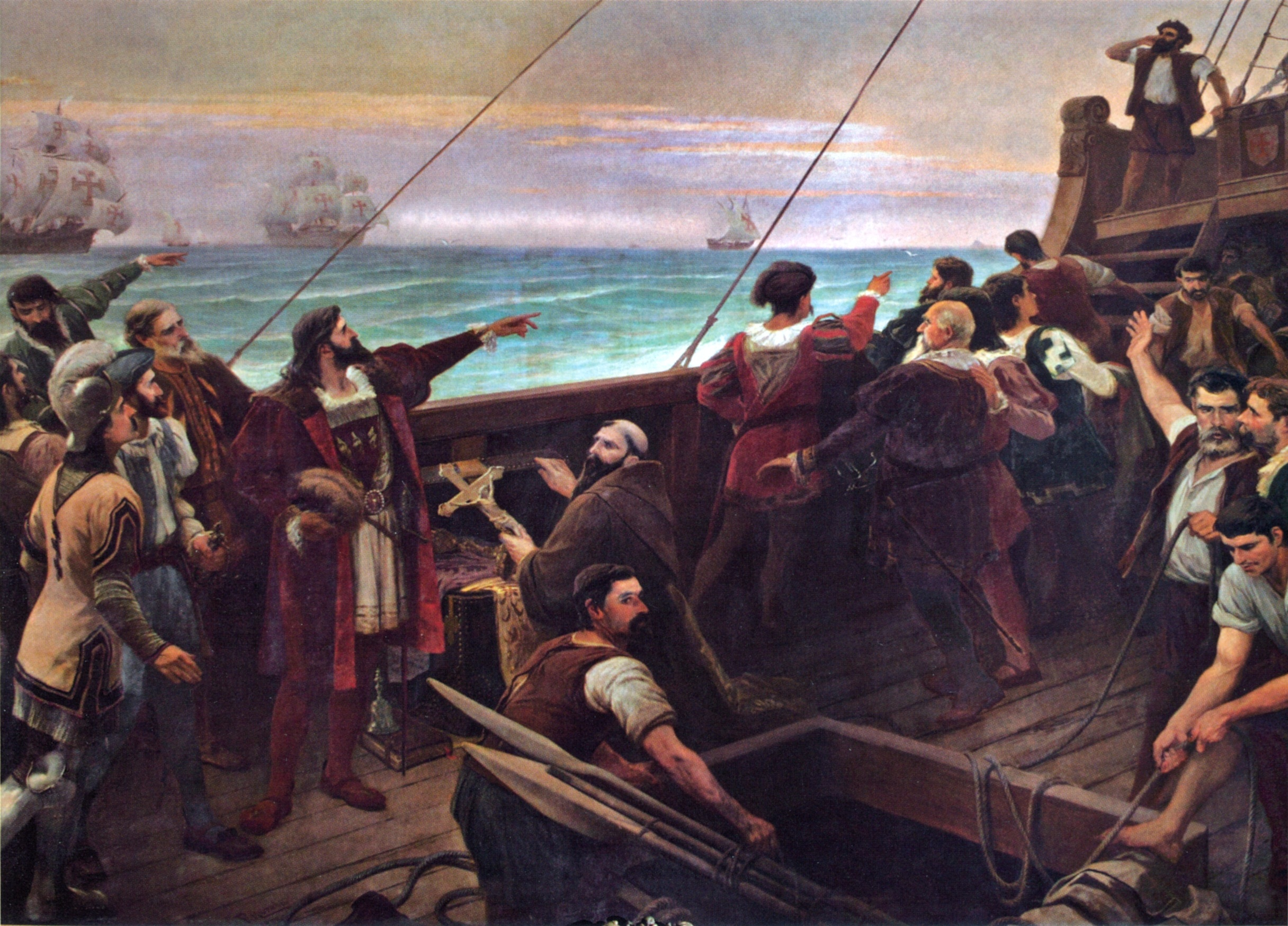
Cabral (centru-stânga, arătând cu degetul) vede Brazilia pentru prima oară la 22 aprilie 1500.

O flotă anterioară ajunsese în India ocolind Africa. Acea expediție fusese condusă de Vasco da Gama și revenise în Portugalia în 1499. Timp de mai multe decenii, Portugalia căutase o rută alternativă către Orient, pentru a ocoli Marea Mediterană aflată sub controlul republicilor maritime italiene și al Imperiului Otoman. Expansionismul Portugaliei avea să ducă mai întâi la o rută către India, iar mai târziu la o colonizare la nivel mondial. Dorința de a răspândi creștinismul catolic în țările păgâne era un alt factor care a stimulat explorarea. A existat și o lungă tradiție de lupte împotriva musulmanilor, tradiție provenită din lupta națională a portughezilor împotriva maurilor. Luptele s-au răspândit ulterior în Africa de Nord și apoi pe subcontinentul indian. O altă ambiție care a galvanizat eforturile exploratorilor a fost căutarea legendarului Părintele Ioan—un presupus puternic rege creștin cu care s-ar fi putut face o alianță împotriva musulmanilor. În cele din urmă, Coroana Portugaliei căuta să ia parte la comerțul vest-african cu sclavi și aur și la comerțul cu mirodenii din India.

### Plecarea și descoperirea unui nou pământ
Flota aflată sub comanda lui Cabral, care avea 32–33 de ani a plecat din Lisabona la 9 martie 1500 la orele prânzului. Cu o zi înainte, ei fuseseră centrul unei ceremonii de drum-bun compusă dintr-o liturghie și o sărbătoare cu participarea regelui, curții și a unei mulțimi mari. În dimineața de 14 martie, flotila a trecut de Gran Canaria, cea mai mare insulă din arhipelagul Canarelor. A continuat drumul spre Capul Verde, o colonie portugheză aflată pe coasta Africii de Vest, unde a ajuns la 22 martie. A doua zi, un nau comandat de Vasco de Ataíde⁠(d) cu 150 de oameni la bord a dispărut fără urmă. Flota a trecut Ecuatorul la 9 aprilie și s-a la distanță cât mai mare spre vest de continentul african în așa-numita tehnică Volta do mar⁠(d) („turul mării”). La 21 aprilie au fost văzute alge, ceea ce i-a făcut pe marinari să creadă că se apropie de coastă. A doua zi după-amiaza, miercuri 22 aprilie 1500, bănuiala li s-a confirmat atunci când au ancorat lângă ceea ce Cabral a botezat Monte Pascoal⁠(d) („Muntele Paștelui”, întrucât era săptămâna Paștelui). Acest punct se află pe coasta nord-estică a Braziliei de astăzi.

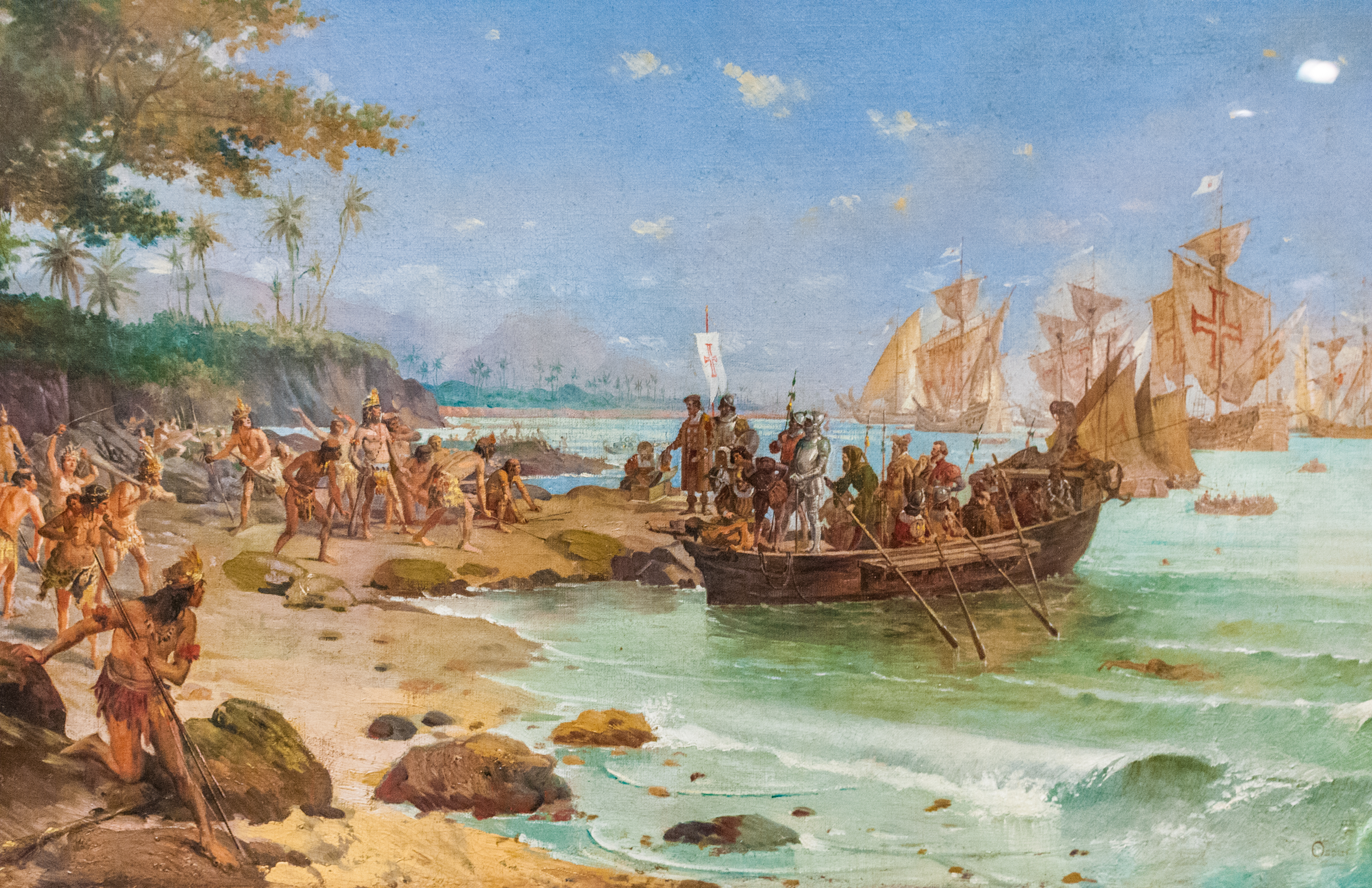
Descriere romantică a primei acostări a lui Cabral pe (Brazilia actuală). Poate fi văzut pe țărm (centru) stând în fața unui soldat în armură care poartă un drapel al Ordinului lui Hristos.

Portughezii au observat localnici pe mal, și toți căpitanii vaselor s-au adunat pe nava-amiral a lui Cabral la 23 aprilie. Cabral i-a ordonat lui Nicolau Coelho, un căpitan cu experiență participant la călătoria lui Vasco da Gama în India, să meargă la țărm și să ia legătura cu ei. El a pus piciorul pe uscat și a făcut schimb de daruri cu indigenii. După întoarcerea lui Coelho, Cabral a dus flota la nord, după care a călătorit circa 65 km de-a lungul coastei, ancorând la 24 aprilie în ceea ce comandantul a botezat Porto Seguro (Portul Sigur). Acel loc era un liman natural, iar Afonso Lopes (pilot al navei amiral) a adus la bord doi localnici să discute cu Cabral.
Ca și prima întâlnire, aceasta a fost una amicală și Cabral le-a făcut localnicilor daruri. Localnicii erau vânători-culegători aflați în epoca pietrei, care aveau să fie denumiți generic de europeni „indieni”. Bărbații adunau hrană prin vânătoare, pescuit și cules, în vreme ce femeile practicau o agricultură rudimentară pe scară mică. Ei erau împărțiți în nenumărate triburi rivale. Tribul cu care s-a întâlnit Cabral se numea Tupiniquim⁠(d). Unele din aceste grupuri erau nomade, iar altele erau sedentare—cunoșteau focul, dar nu și prelucrarea metalelor. Câteva triburi practicau canibalismul. La 26 aprilie, întrucât își făceau apariția din ce în ce mai mulți localnici prietenoși, Cabral a ordonat oamenilor săi să construiască un altar pe uscat unde avea să se țină prima liturghie creștină pe pământul viitoarei Brazilii. Cabral a participat, împreună cu echipajul navei sale.
Zilele următoare au fost petrecute adunând apă, hrană, lemne și alte provizii. Portughezii au construit și o cruce de lemn uriașă—probabil de 7 m lungime. Cabral a certificat că noul pământ se află la est de linia de demarcație dintre Portugalia și Spania specificată în tratatul de la Tordesillas. Teritoriul era, deci, în sfera alocată Portugaliei. Pentru a oficializa revendicarea pământului în numele Portugaliei, crucea de lemn a fost ridicată și s-a ținut la 1 mai o nouă slujbă religioasă. În cinstea crucii, Cabral a denumit noul pământ descoperit Ilha de Vera Cruz⁠(d) (Insula Adevăratei Cruci). A doua zi, o navă de provizii comandată fie de Gaspar de Lemos⁠(d), fie de André Gonçalves⁠(d) (conform diferitelor surse) au revenit în Portugalia să-i dea regelui de veste despre descoperire.

## Călătoria spre India

### Tragedia de lângă sudul Africii

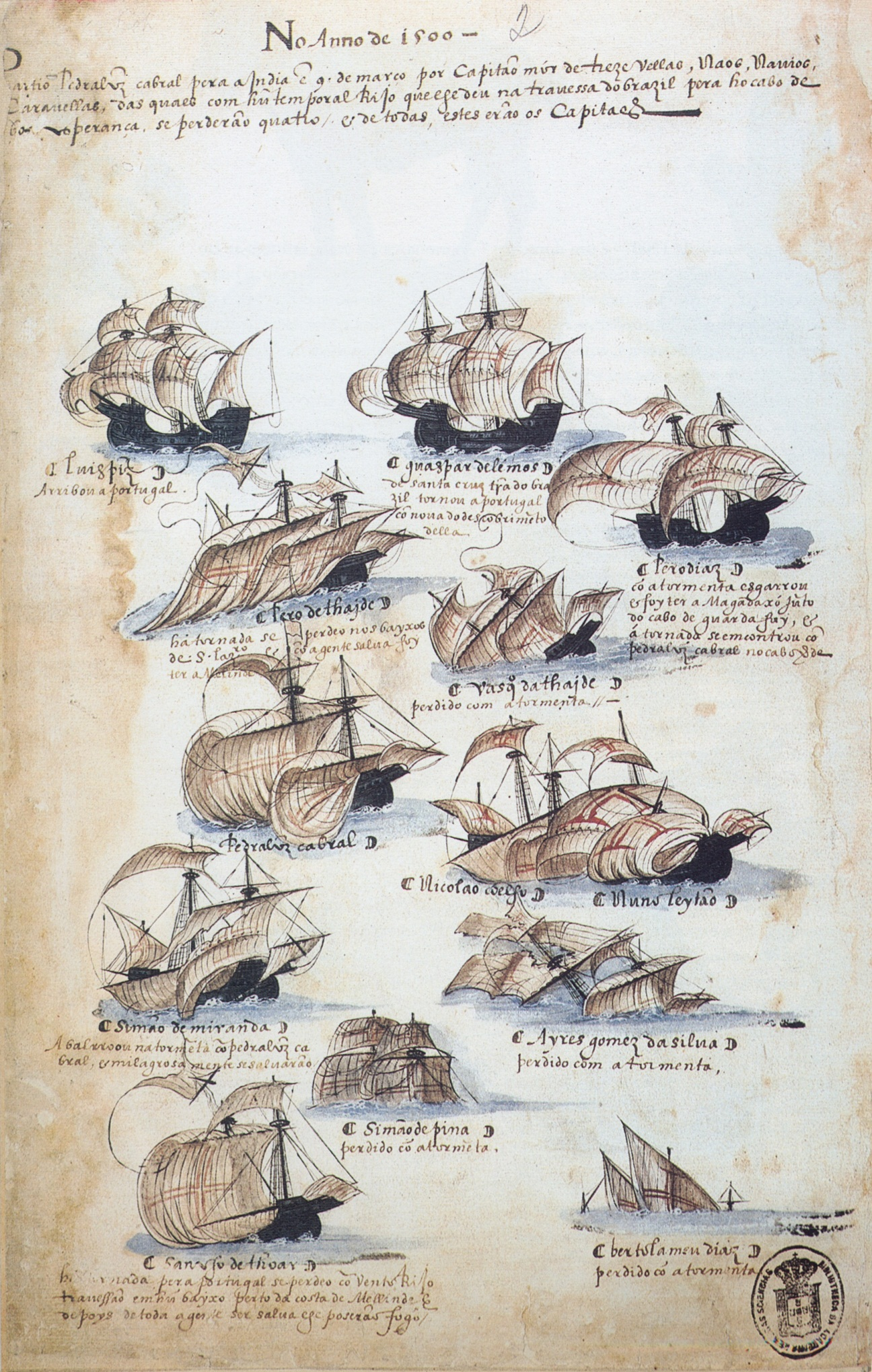
12 sau 13 vase care făceau parte din flota lui Cabral. Multe s-au pierdut, așa cum reiese din acest desen din Memória das Armadas, c.1568

Flota și-a reluat drumul în ziua de 2 sau 3 mai 1500 și a navigat de-a lungul coastei de est a Americii de Sud. Cabral a devenit convins că descoperise un întreg continent, nu doar o insulă. Pe la 5 mai, flota s-a îndreptat spre est, către Africa. La 23 sau 24 mai, au dat de o furtună în zona de înaltă presiune atmosferică a Atlanticului de Sud, soldată cu pierderea a patru corăbii. Locul exact al dezastrului nu este cunoscut—speculațiile variază de la un loc aproape de Capul Bunei Speranțe din extremitatea sudică a continentului African la „aproape de coasta Americii de Sud”. Trei nau-uri și o caravelă comandată de Bartolomeu Dias—primul european care ajunsese la Capul Bunei Speranțe în 1488—au eșuat, și au dispărut 380 de oameni.
Vasele rămase, încetinite de vremea nepotrivită și de avariile suferite, s-au despărțit. Unul din vasele izolate, comandat de Diogo Dias, a continuat drumul de unul singur, iar celelalte șase au reușit să se regrupeze. Ele s-au adunat în două formațiuni formate din câte trei vase și grupul lui Cabral s-a îndreptat spre est, dincolo de Capul Bunei Speranțe. Fixându-și poziția și văzând uscatul, s-au îndreptat spre nord și au acostat undeva în arhipelagul Primeiras și Segundas, de lângă estul Africii, la nord de Sofala⁠(d). Flota principală a rămas în Sofala timp de zece zile pentru reparații. După aceea, expediția s-a îndreptat spre nord și, la 26 mai a ajuns la Kilwa Kisiwani⁠(d), unde Cabral a avut o tentativă nereușită de a negocia un tratat cu regele de acolo.
Din Kilwa Kisiwani, flota s-a îndreptat spre Malindi, unde a ajuns la 2 august. Cabral s-a întâlnit și acolo cu regele, cu care a stabilit relații amicale și a făcut schimb de daruri. Au fost recrutați piloți la Malindi pentru ultima bucată de drum spre India și flota a ridicat ancora. Au acostat la Anjadip, o insulă frecventată de vase pentru a obține provizii în drum spre Calicut. Aici, corăbiile au fost trase la mal, călăfătuite și vopsite. S-au făcut ultimele pregătiri pentru întâlnirea cu suveranul din Calicut.

### Masacrul de la Calicut
Flota a plecat din Anjadip și a sosit la Calicut la 13 septembrie. Cabral a reușit să negocieze cu zamorinul⁠(d) (titlul conducătorului orașului Calicut) și a obținut permisiunea de a înființa o fabrică și un depozit. În speranța de a îmbunătăți mai mult relațiile, Cabral și-a trimis oamenii în câteva misiuni militare la cererea zamorinului.
În ziua de 16 or 17 decembrie însă fabrica a fost atacată prin surprindere de circa 300 (conform altor relatări, poate chiar câteva mii) de arabi musulmani și indieni hinduși. În pofida rezistenței disperate a arbaletierilor, peste 50 de portughezi au fost uciși. Restul apărătorilor s-au retras pe corăbii, unii înot. Crezând că atacul a fost rezultatul unei incitări neautorizate a negustorilor arabi invidioși, Cabral a așteptat 24 de ore o explicație din partea conducătorului Calicut, dar așteptarea a fost în zadar.
Portughezii au fost indignați de atacul asupra fabricii și de moartea tovarășilor lor și au luat cu asalt 10 vase comerciale arăbești ancorate în port. Aproximativ 600 de marinari de pe aceste vase au fost uciși și încărcăturile au fost confiscate înainte ca vasele să fie incendiate. Cabral a ordonat navelor sale să bombardeze Calicut o zi întreagă ca represalii pentru încălcarea acordului. Masacrul a fost pus în parte pe seama animozității portughezilor față de musulmani, dezvoltată de-a lungul secolelor de conflict cu maurii în Peninsula Iberică și în Africa de Nord. Mai mult, portughezii erau hotărâți să domine comerțul cu mirodenii și nu aveau nicio intenție să permită înflorirea concurenței. Arabii nu aveau nici ei nicio dorință de a permite portughezilor să spargă monopolul lor asupra mirodeniilor. Portughezii începuseră să insiste să primească tratament preferențial în fiecare aspect al comerțului. Scrisoarea de la regele Manuel I adusă de Cabral conducătorului din Calicut, tradusă de interpreții arabi ai acestuia, căuta excluderea comercianților arabi. Negustorii musulmani credeau că sunt pe cale să-și piardă oportunitățile comerciale, și au încercat să-l atragă pe liderul hindus de partea lor împotriva portughezilor. Portughezii și arabii se priveau unii pe alții cu foarte multă suspiciune.

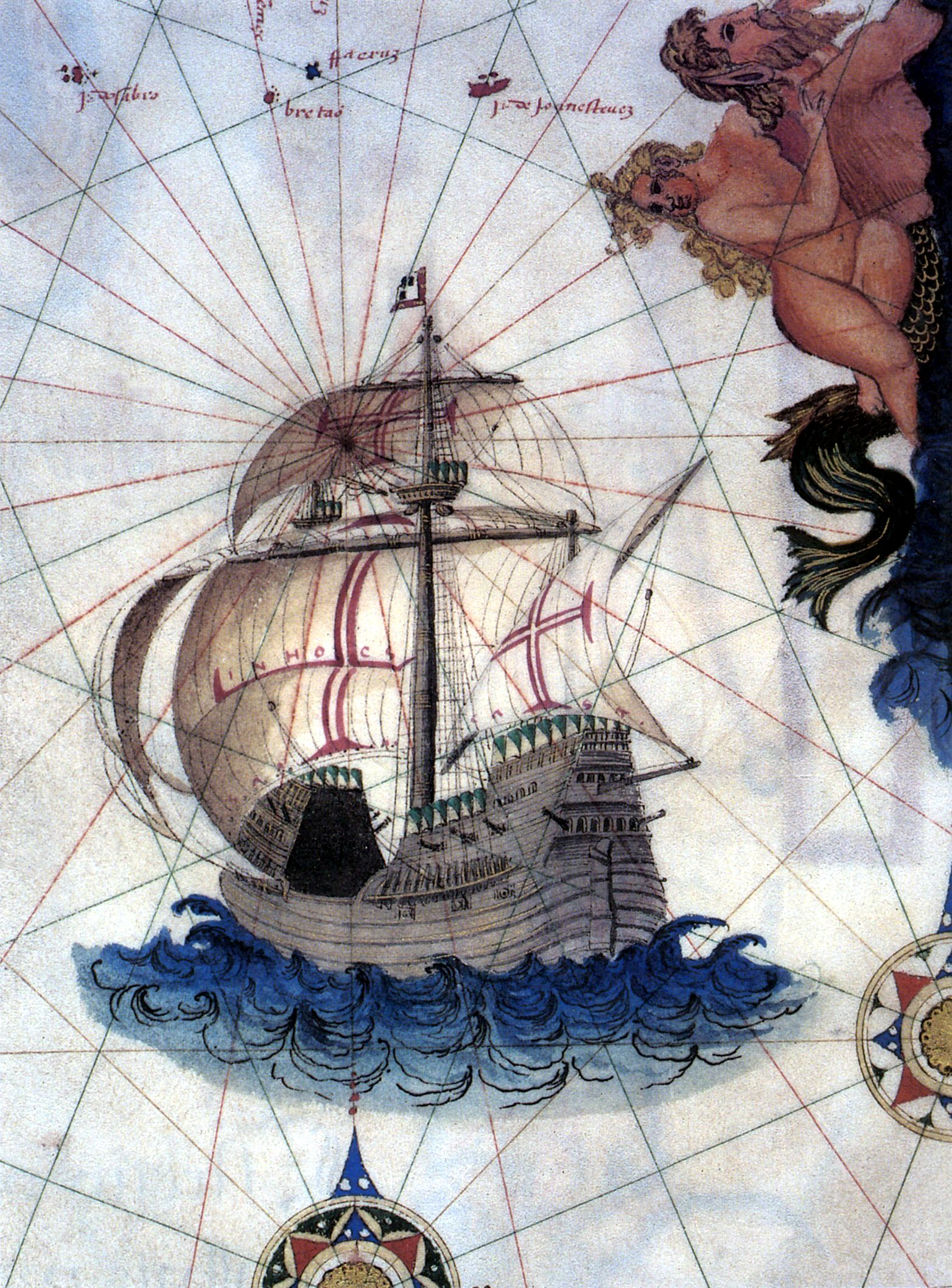
Nau-ul (caraca) a fost un tip de corabie mai mare decât o caravelă dar mai mică decât un galion. Ele au fost utilizate în călătoriile lui Cristofor Columb, Vasco da Gama și Cabral.

Istoricul William Greenlee a afirmat că portughezii și-au dat seama că „erau puțini la număr și că cei ce vor veni în viitor în India vor fi mereu în dezavantaj numeric; și că această trădare trebuie pedepsită într-o manieră atât de decisivă încât portughezii să fie în viitor temuți și respectați. Artileria lor superioară avea să le permită să-și îndeplinească acest scop.” Astfel, ei au creat un precedent pentru comportamentul europenilor în Asia de-a lungul următoarelor secole.

### Întoarcerea în Europa
Avertismentele din rapoartele călătoriei lui Vasco da Gama în India îl determinaseră pe regele Manuel I să-l informeze pe Cabral despre un alt port la sud de Calicut unde putea face comerț. Acest oraș era Kochi și flota a ridicat pânzele, ajungând acolo la 24 decembrie. Kochi era oficial vasal al Calicutului, și era dominat de alte orașe indiene. Kochi însă încerca să-și cucerească independența, iar portughezii erau dispuși să exploateze dezbinarea indienilor—așa cum aveau să facă britanicii trei sute de ani mai târziu. Această tactică a asigurat într-un final hegemonia portugheză asupra regiunii. Cabral a făcut o alianță cu conducătorul orașului Kochi, precum și cu liderii altor orașe indiene și a reușit să înființeze o nouă fabrică. În sfârșit, încărcată cu mirodenii prețioase, flota s-a dus la Kannur⁠(d) pentru alte schimburi comerciale înainte de a pleca în călătoria sa de întoarcere în Portugalia la 16 ianuarie 1501.
Expediția s-a îndreptat spre coasta de est a Africii. Una dintre aceste nave a naufragiat într-un banc de nisip și a început să se scufunde. Întrucât nu era spațiu pe celelalte vase, încărcătura sa s-a pierdut și Cabral a ordonat să se dea foc carăcii. Flota a pornit mai departe spre Insula Mozambic (la nord-est de Sofala), pentru a lua la bord provizii și pentru a pregăti vasele pentru dificila ocolire a Capului Bunei Speranțe. O caravelă a fost trimisă la Sofala—alt scop al expediției. O a doua caravelă, considerată cea mai rapidă corabie din flotă și avându-l drept căpitan pe Nicolau Coelho, a fost trimisă înainte pentru a-l anunța din timp pe rege de reușita călătoriei. O a treia corabie, comandată de Pedro de Ataíde⁠(d), s-a separat de flotă după plecarea din Mozambic.
La 22 mai, flota—acum redusă la doar două vase—a ocolit Capul Bunei Speranțe. Ei au sosit la Beseguiche (Dakarul de astăzi, aflat lângă Capul Verde) la 2 iunie. Acolo au găsit nu doar caravela lui Nicolau Coelho, ci și nau-ul lui Diogo Dias—care fusese pierdut de peste un an după dezastrul din Atlanticul de Sud. Nau-ul trecuse prin mai multe aventuri și era în stare jalnică, cu doar șapte oameni bolnavi și malnutriți la bord, dintre care unul a murit de bucurie când și-a revăzut tovarășii. O altă flotă portugheză a fost găsită ancorată la Beseguiche. După ce Manuel I aflase despre descoperirea Braziliei de astăzi, el a trimis o altă flotă, mai mică, să o exploreze. Unul dintre navigatorii acelei flote era Amerigo Vespucci (după care aveau să fie botezate cele două Americi), care i-a spus lui Cabral despre explorarea lui, confirmându-i că într-adevăr a acostat pe un nou continent și nu doar pe o insulă.
Caravela lui Nicolau Coelho a plecat prima din Beseguiche și a sosit în Portugalia la 23 iunie 1501. Cabral a rămas în urmă, așteptând vasul dispărut al lui Pedro de Ataíde și caravela trimisă la Sofala. Ambele au apărut în cele din urmă și Cabral a sosit în Portugalia la 21 iulie 1501, celelalte vase ajungând acasă în zilele următoare. În total, două vase s-au întors goale, cinci erau complet încărcate și șase s-au pierdut. Cu toate acestea, încărcăturile aduse de flotă au dat Coroanei Portugaliei un profit de 800%. Odată vândute, toate bunurile importate au acoperit costul de echipare a flotei, costul vaselor pierdute, după care au dat un profit mai mare decât suma totală a acestor costuri. „Neînduplecat de pierderile fără precedent suferite”, afirmă istoricul James McClymont, când Cabral „a ajuns pe coasta Africii de Est, a mers înainte spre realizarea misiunii ce-i fusese încredințată și a reușit să inspire același curaj celorlalți supraviețuitori.” „Puține călătorii în Brazilia și India au fost atât de bine executate cum a fost cea a lui Cabral”, a afirmat istoricul Bailey Diffie, călătorie ce a deschis o cale spre începerea imediată a unui imperiu maritim portughez din Africa până în Orientul Îndepărtat și, în cele din urmă, la un imperiu pe uscat în Brazilia.

## Perioada de după călătorie

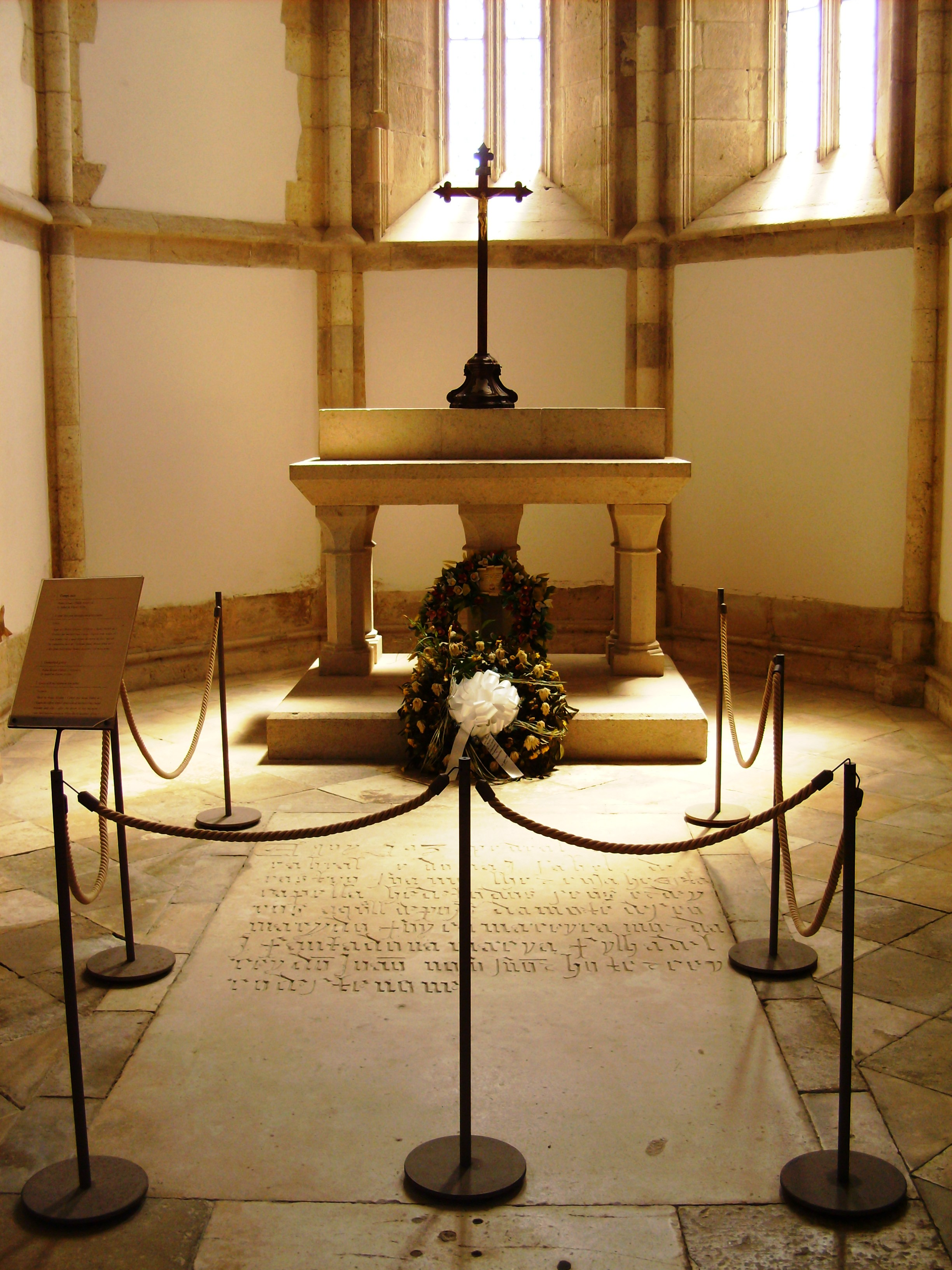
Mormântul lui Cabral de la Santarém

La întoarcerea lui Cabral, regele Manuel I a început să pregătească o nouă flotă pentru o călătorie în India și pentru a răzbuna pierderile suferite de portughezi la Calicut. Cabral a fost ales pentru a comanda această așa-zisă „Flotă a Răzbunării”. Timp de opt luni Cabral a făcut toate pregătirile, dar din motive încă neclare, a fost înlocuit la comanda flotei. Se pare că s-ar fi propus ca unui alt navigator, Vicente Sodré⁠(d), să i se dea comanda independentă asupra unei secțiuni a flotei, iar Cabral s-ar fi opus cu fermitate. Fie că a fost demis, fie că a renunțat el însuși la comandă, rezultatul a fost că flota a plecat la drum în martie 1502, sub comanda lui Vasco da Gama—nepot de soră al lui Vicente Sodré—și nu a lui Cabral. Se știe că apăruseră animozități între o facțiune care îl susținea pe da Gama și o alta care îl susținea pe Cabral. La un moment dat, Cabral a părăsit definitiv curtea regală. regele a fost iritat de aceste conflicte, într-atât încât chiar și a aduce vorba de problema aceasta în prezența lui se putea solda cu izgonirea celui vinovat, așa cum s-a întâmplat unui susținător al lui da Gama.
În pofida pierderii favorurilor lui Manuel I, Cabral s-a căsătorit avantajos în 1503 cu Dona Isabel de Castro, o nobilă bogată, descendentă a regelui Dom Fernando I. Mama ei era soră cu Afonso de Albuquerque, unul dintre cei mai mari conducători militari portughezi din timpul Epocii Marilor Descoperiri Geografice. Cei doi au avut cel puțin patru copii: doi băieți (Fernão Álvares Cabral și António Cabral) și două fete (Catarina de Castro și Guiomar de Castro). Conform altor surse, ei au avut încă două fete, pe nume Isabel și Leonor, care, împreună cu Guiomar, au devenit membre ale unor ordine religioase. Afonso de Abulquerque a încercat să intervină în numele lui Cabral și la 2 decembrie 1514 l-a rugat pe Manuel I să-l ierte și să-i permită revenirea la curte, dar fără succes.
Suferind de o febră recurentă și de tremurături (posibil de malarie) după călătoria sa, Cabral s-a retras la Santarém în 1509, unde și-a petrecut restul vieții. Se cunosc doar informații vagi despre activitățile sale din acea perioadă. Conform unei scrisori regale din data de 17 decembrie 1509, Cabral a fost parte într-o dispută într-o tranzacție cu proprietăți ce-i aparțineau. O altă scrisoare din același an arată că trebuia să primească unele privilegii pentru un serviciu militar nespecificat. În 1518, sau poate mai devreme, a fost ridicat de la rangul de fidalgo la cel de cavaler în Consiliul Regelui și a primit o rentă lunară de 2.437 reais. Aceasta se adăuga rentei anuale acordată lui în 1497, și care încă îi era plătită. Cabral a murit dintr-o cauză necunoscută, cel mai probabil în 1520. A fost înmormântat în Convento de Graça (astăzi Asylo de São Antonio) din Santarém, într-o capelă mică aparținând bisericii mănăstirii.

## Amintirea

### Reabilitarea postumă

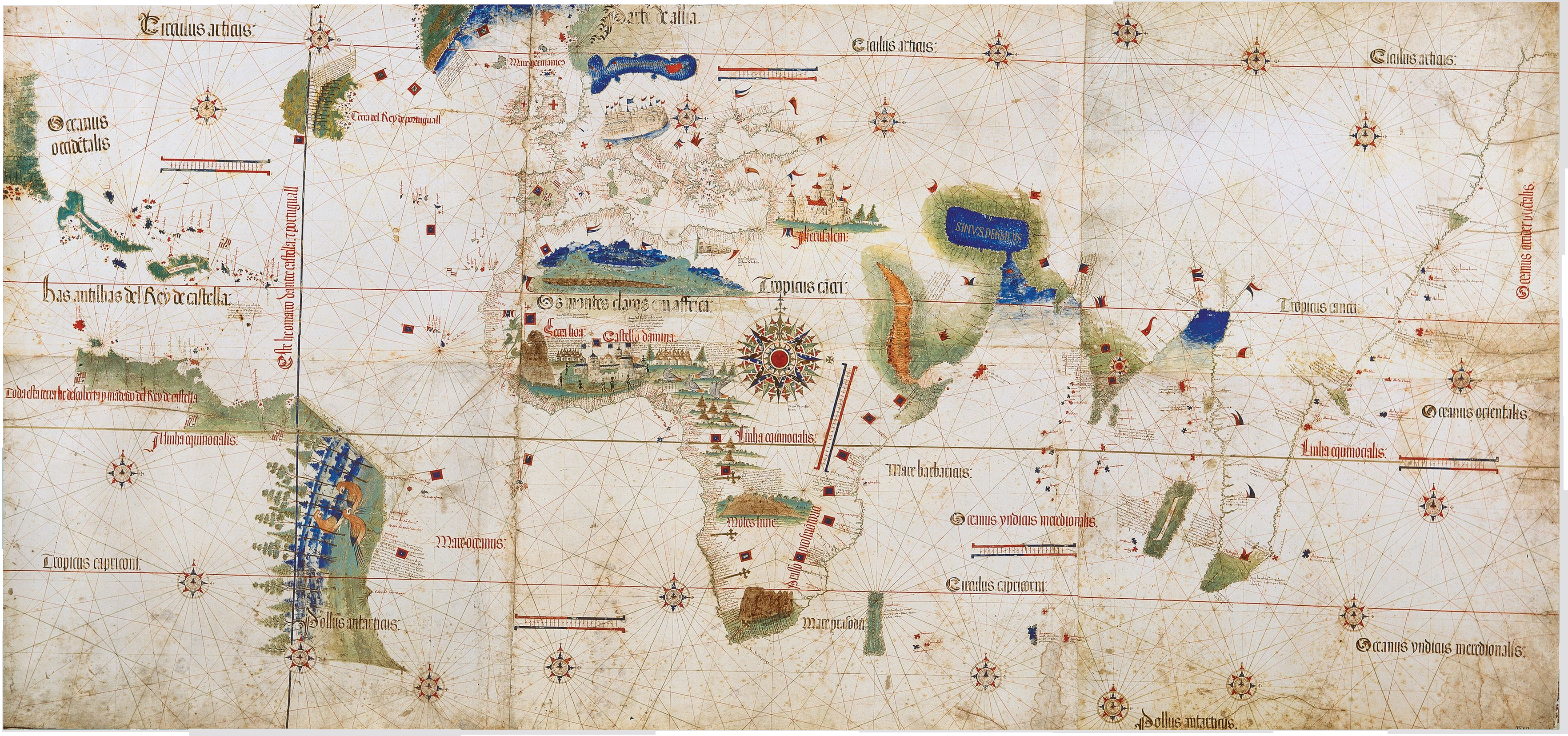
Planisfera Cantino din 1502, una dintre cele mai vechi hărți ce prezintă explorarea Braziliei de către Pedro Álvares Cabral. Linia Tordesillas este și ea vizibilă.

Prima așezare portugheză permanentă din țara ce avea să devină Brazilia a fost São Vicente⁠(d), înființată în 1532 de Martim Afonso de Sousa⁠(d). Cu trecerea anilor, portughezii aveau să-și extindă încet frontierele către vest, cucerind mai multe pământuri de la indigenii americani și de la spanioli. Brazilia își asigurase deja mare parte din frontierele de astăzi încă din 1750 și era considerată de Portugalia cea mai importantă parte din întinsul său imperiu maritim. La 7 septembrie 1822, moștenitorul regelui Portugaliei Dom João al VI-lea a obținut independența Braziliei față de Portugalia și, sub titlul de Dom Pedro I, a devenit primul său împărat.
Descoperirea lui Cabral, și chiar mormântul său din orașul natal, au rămas în uitare timp de aproape 300 de ani după expediția sa. Aceasta a început să se schimbe începând cu anii 1840 când împăratul Dom Pedro al II-lea, succesorul și fiul lui Pedro I, a sponsorizat cercetări și publicații privind viața și expediția lui Cabral prin intermediul Institutului Istoric și Geografic al Braziliei. Aceasta făcea parte din planul ambițios al împăratului de a încuraja și întări sentimentul național în rândul cetățenilor diverși ai Braziliei—dându-le o identitate și o istorie comune ca locuitori ai unui imperiu unic lusofon, înconjurat de o republici hispanofone. Prima revigorare a interesului față de Cabral a provenit din redescoperirea în 1839 a mormântului său de către istoricul brazilian Francisco Adolfo de Varnhagen⁠(d) (devenit apoi viconte de Porto Seguro). Starea total neglijată în care a fost găsit mormântul lui Cabral era să ducă la o criză diplomatică între Brazilia și Portugalia—ultima condusă la acea vreme de sora mai mare a lui Pedro al II-lea, Maria a II-a.
În 1871 împăratul brazilian—pe atunci într-o excursie în Europa—a vizitat mormântul lui Cabral și a propus o exhumare în scop științific, efectuată în 1882. La o a doua exhumare în 1896, s-a permis scoaterea unei urne cu pământ și fragmente de os. Deși rămășițele lui Cabral au rămas în Portugalia, urna a fost în cele din urmă adusă la vechea catedrală din Rio de Janeiro din Brazilia la 30 decembrie 1903. De atunci, Cabral a devenit un erou național în Brazilia. În Portugalia însă a fost eclipsat de rivalul său, Vasco da Gama. Istoricul William Greenlee consideră explorările lui Cabral importante „nu doar din cauza poziției lor în istoria geografiei, ci datorită influenței lor asupra istoriei și economiei acelei perioade.” Deși recunoaște că puține călătorii „au fost de o importanță mai mare pentru posteritate”, el afirmă și că „nu multe au fost mai puțin apreciate la vremea lor.” Cu toate acestea, istoricul James McClymont a afirmat că „poziția lui Cabral în istoria cuceririlor și descoperirilor portugheze este inexpugnabilă în ciuda supremației unor oameni mai mari sau mai norocoși.” El concluzionează că Pedro Álvares Cabral „va rămâne mereu în istorie, ca principalul, dacă nu primul descoperitor al Braziliei.”

### Ipoteza descoperirii intenționate

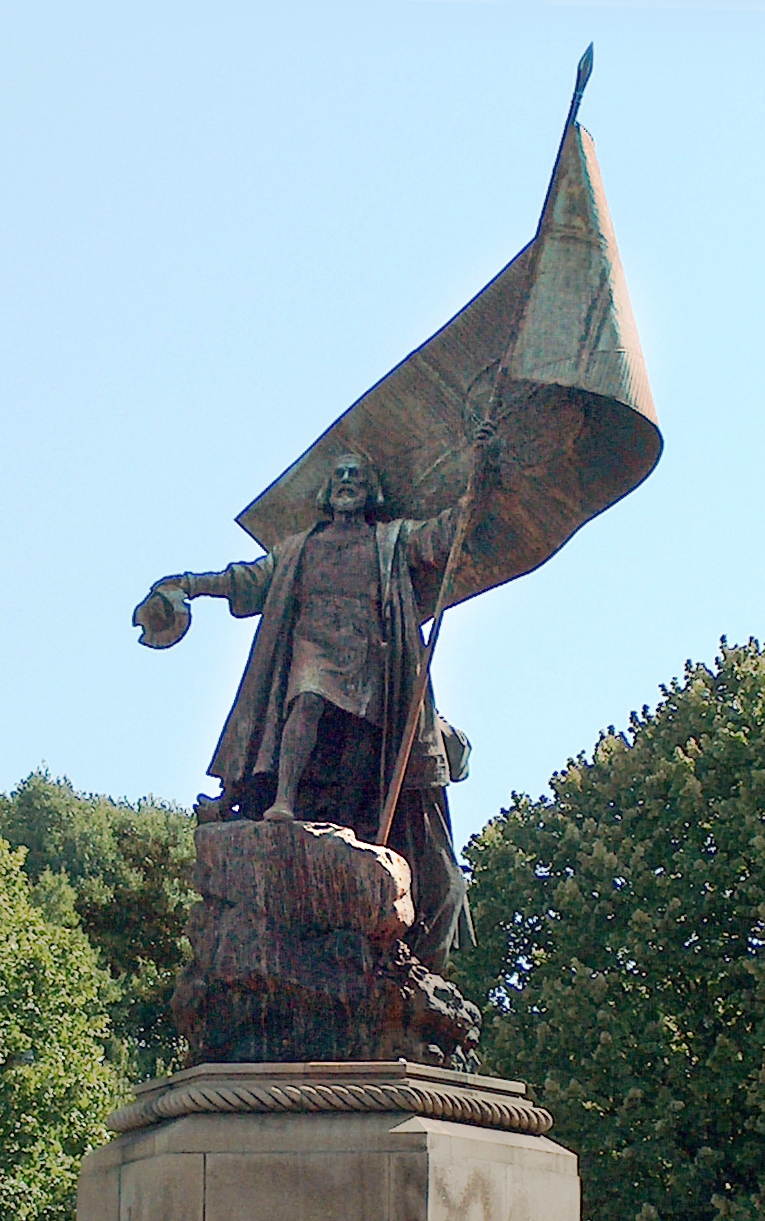
Monumentul lui Cabral din Lisabona

Mulți istorici s-au implicat într-o controversă privind întrebarea dacă descoperirea lui Cabral a fost întâmplătoare sau intenționată. Dacă a fost intenționată, atunci aceasta ar însemna că portughezii aveau cel puțin unele indicii că ar exista pământ spre vest. Chestiunea a fost ridicată pentru prima oară de împăratul Pedro al II-lea în 1854 la o ședință a Institutului Istoric și Geografic al Braziliei, când a întrebat dacă descoperirea ar fi putut fi intenționată.
Până la conferința din 1854, s-a presupus în general că descoperirea a fost un accident. Primele lucrări au confirmat acest punct de vedere, inclusiv História do Descobrimento e Conquista da Índia (Istoria descoperirii și cuceririi Indiei, publicată în 1541) de Fernão Lopes de Castanheda⁠(d), Décadas da Ásia (Deceniile Asiei, 1552) de João de Barros, Crônicas do Felicíssimo Rei D. Manuel (Cronicile fericitului rege D. Manuel, 1558) de Damião de Góis⁠(d), Lendas da Índia (Legendele Indiei, 1561) de Gaspar Correia⁠(d), História do Brasil (Istoria Braziliei, 1627) de fratele Vicente do Salvador și História da América Portuguesa (Istoria Americii portugheze, 1730) de Sebastião da Rocha Pita.
Prima lucrare care a susținut ideea intenției a fost publicată în 1854 de Joaquim Noberto de Sousa e Silva, după deschiderea dezbaterii de către Pedro al II-lea. De atunci, mai mulți istorici au subscris acestei opinii, între care Francisco Adolfo de Varnhagen⁠(d), Capistrano de Abreu⁠(d), Pedro Calmon, Fábio Ramos și Mário Barata. Istoricul Hélio Vianna a afirmat că „deși există semne ale unei intenții” în descoperirea lui Cabral, „bazate în principal pe unele bănuieli anterioare privind existența unor pământuri la marginea Atlanticului de Sud”, nu există dovezi irefutabile pentru a o susține. Această opinie este împărtășită și de istoricul Thomas Skidmore⁠(d). Dezbaterea privind intenția descoperirii este considerată „irelevantă” de istoricul Charles R. Boxer⁠(d). Anthony Smith concluzionează că acest conflict „probabil că nu va fi rezolvat”.

### Precursori

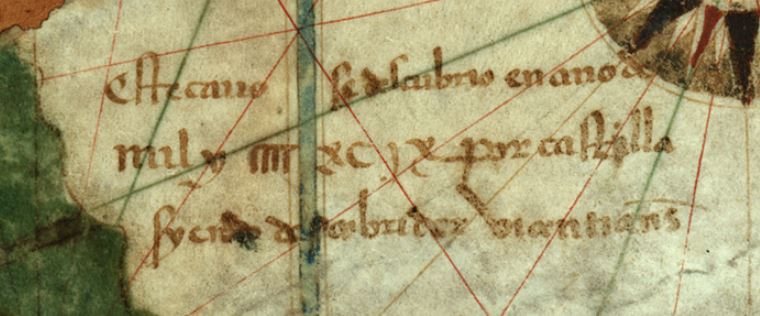
Harta lui Juan de la Cosa, datată 1500, menționează călătoria în nordul Braziliei a lui.

Cabral nu a fost primul european care a ajuns în zone din Brazilia actuală sau în alte părți ale Americii de Sud. Monezi romane au fost găsite în Venezuela de astăzi, la nord-vest de Brazilia, probabil de la corăbii duse în larg de furtuni în antichitate. Vikingii au ajuns în America de Nord și au și stabilit unele așezări, deși ele s-au sfârșit înainte de sfârșitul secolului al XV-lea. Cristofor Columb, în a treia sa călătorie în Lumea Nouă în 1498, a călătorit de-a lungul unei părți din coasta viitoarei Venezuele.
În cazul Braziliei, se considera probabil ca navigatorul portughez Duarte Pacheco Pereira⁠(d) să fi efectuat o călătorie pe coasta Braziliei în 1498. Această credință a fost, însă, infirmată și acum se consideră că el a călătorit de fapt în America de Nord. Există dovezi mai sigure că doi spanioli, Vicente Yáñez Pinzón⁠(d) și Diego de Lepe, au călătorit de-a lungul coastei nordice a Braziliei între lunile ianuarie și martie 1500. Pinzón a mers de la Fortaleza (astăzi capitala statului brazilian Ceará) până la gurile fluviului Amazon. Acolo, el s-a întâlnit cu o altă expediție spaniolă condusă de Lepe, care avea să ajungă până la râul Oyapock⁠(d) în martie. Motivul pentru care Cabral este cel creditat cu descoperirea Braziliei, în locul exploratorilor spanioli, este că vizitele lui Pinzón și Lepe au fost în trecere și fără impact de durată. Istoricii Capistrano de Abreu⁠(d), Francisco Adolfo de Varnhagen⁠(d), Mário Barata și Hélio Vianna confirmă că expedițiile spaniole nu au influențat dezvoltarea a ceea ce avea apoi să devină singura țară lusofonă din cele două Americi—cu o istorie, cultură și societate unice, care o deosebesc de toate societățile hispanice care domină restul continentului.